# Кошта, Жорже да
Жорже да Кошта (порт. Jorge da Costa; ок. 1406, Алпедринья, королевство Португалия — 18 сентября 1508, Рим, Папская область) — португальский куриальный кардинал, старейший в истории верифицированный кардинал. Епископ Эворы с 6 марта 1463 по 26 ноября 1464. Архиепископ Лиссабона с 26 ноября 1464 по 28 июня 1500. Камерленго Священной Коллегии Кардиналов с 11 января 1486 по 1487. Вице-декан Священной Коллегии Кардиналов с 10 апреля 1503 по 18 сентября 1508. Кардинал-священник с 18 декабря 1467, с титулом церкви Санти-Марчеллино-э-Пьетро 15 января 1477 по 8 ноября 1484. Кардинал-священник с титулом церкви Санта-Мария-ин-Трастевере с 8 ноября 1484 по 15 октября 1489. Кардинал-священник с титулом церкви Сан-Лоренцо-ин-Лучина с 15 октября 1489 по 10 октября 1491, in commendam с 10 октября 1491 по 18 сентября 1508. Кардинал-епископ Альбано с 10 октября 1491 по 14 мая 1501. Кардинал-епископ Фраскати с 14 мая 1501 по 10 апреля 1503. Кардинал-епископ Порто и Санта Руфина с 10 апреля 1503 по 18 сентября 1508.

## Ранние годы
Родился Жорже да Кошта около 1406 года, в Алпедринье, Бейра, епархия Гуарды, королевство Португалия. Происходил из бедной семьи, сын Мартина Васа и Катерины Гонсалвиш да Кошта. У него было несколько братьев и сестёр: Мартиньо да Кошта, архиепископ Лиссабонский, Жорже да Кошта, его тёзка, Катерина да Кошта, Изабел да Кошта, Элвира да Кошта и Маргарида Вас. Его называли кардиналом Португальским или Лиссабонским..
Первоначальное обучение гуманитарным наукам получил в Альпедринье, затем учился в Парижском университете, в котором также учились его братья Мартиньо и Жорже.
После получения образования вернулся в Лиссабон и стал пастором Скалабо, куда переехал королевский двор переехал из-за чумы. Капеллан и исповедник инфанты доньи Катарина, дочери короля Дуарте I, которая стала монахиней-клариссинкой. Советник и исповедник короля Португалии Афонсу V, который послал его в качестве посла при короле Кастилии. Декан соборного капитула Лиссабона.

## Архиепископ
Избран епископом Эворы 6 марта 1463 года. Когда, где и кем был рукоположен, информация отсутствует. Направлен в Гибралтар, чтобы заключить мир с королем Кастилии Энрике IV.
26 ноября 1464 года назначен архиепископом-митрополитом Лиссабона. Покинул пост архиепископа Лиссабона, в пользу своего брата Мартиньо, 28 июня 1500 года. Протектор Академии Коимбры. Аббат-коммендатарий цистерцианского монастыря Санта-Мария-де-Алкобаса, в архиепархии Лиссабона, с 1475 года по 21 апреля 1488 года, когда он подал в отставку, и снова с 1493 года по 1505 год. Возведён в сан кардинала по просьбе короля Афонсу V.

## Кардинал
Возведён в кардинала-священника на консистории от 18 декабря 1476 года, объявлен в патриаршей Ватиканской базилике 20 декабря 1476 года. Получил красную шляпу и титулярную церковь Санти-Марчеллино-э-Пьетро, 15 января 1477 года. Из-за серьёзных разногласий с принцем Жуаном, наследником престола, кардинал да Кошта покинул Португалию после смерти короля Афонсу V и отправился жить в Рим. Он прибыл очень тихо и больным 14 июня 1480 года. Он был принят на публичной консистории 8 июля 1484 года, а после 14 июля, на тайной консистории, Папа завершил обряды его кардинальского возведения.
Назначен папским легат a latere в Венецию 19 марта 1484 года для умиротворения Италии; 22 марта он направился в Чезену к своему легатству, но далее не пошел. Он вернулся в Рим для участия в Конклаве 1484 года, который избрал Папу Иннокентия VIII. 8 ноября 1484 года получил титулярную церковь Санта-Мария-ин-Трастевере. Камерленго Священной Коллегии Кардиналов с 11 января 1486 года по 1487 год.
В 1486 году кардинал да Кошта назначен архиепископом Браги. Отпраздновал синод в 1488 году, подал в отставку в пользу своего брата Жорже в 1488 году, апостольский администратор епархии с 1501 по 1505 год. 15 октября 1489 года получил титулярную церковь Сан-Лоренцо-ин-Лучина, у него была его резиденция рядом с этой титулярной церковью. Сложил с себя обязанности коммендатария цистерцианского монастыря Тараука, в епархии Ламегу.
10 октября 1491 года кардинал да Кошта был избран для сана кардиналов-епископов и субурбикарной епархии Альбано, сохранив титулярную церковь Сан-Лоренцо-ин-Лучина in commendam до своей смерти. 22 марта 1492 года он принимал кардинала Джованни Медичи в церкви Санта-Мария-дель-Пополо. В мае 1492 года он сопровождал реликвию Святого копья из Нарни в Рим.
Участвовал в Конклаве 1492 года, который избрал Папу Александра VI. 13 февраля 1495 года он получил, в качестве комменды, архиепархию Генуи, от которой отказался в его пользу кардинал Фрегозо, оставляя за собой право на возвращение. Кардинал да Кошта сложил с себя обязанности коммендатария в пользу кардинала Фрегозо 29 июля 1496 года. Кардинал да Кошта сопровождал нового Папу Александра VI в Орвьето 27 мая 1495 года, вернулся в Рим вместе с ним 27 июня. 31 августа 1496 года он сложил с себя обязанности коммендатария бенедиктинского монастыря Сан-Мигел-де-Фожас, в архиепархии Браги.
Кардинал да Кошта был членом комиссии из шести кардиналов для издания буллы о реформе в 1497 году, он отвечал за их подготовительную работу. 21 ноября 1498 года он сложил с себя обязанности коммендатария бенедиктинского монастыря Санта-Мария-де-Помберто, архиепархии Браги. В январе 1499 года он присутствовал на папской аудиенции посла Испании и Португалии.
14 мая 1501 года кардинал да Кошта был избран для сана кардиналов-епископов и субурбикарной епархии Фраскати. А после 10 апреля 1503 года был избран для сана кардиналов-епископов и субурбикарной епархии Порто и Санта Руфина. Вице-декан Священной Коллегии Кардиналов с 10 апреля 1503.
Участвовал в первом Конклаве 1503 года, который избрал Папу Пия III. Участвовал во втором Конклаве 1503 года, который избрал Папу Юлию II. Протектор ордена братьев-младших (францисканцев). В начале 1505 год назначен епископом Визеу, подал в отставку до июня 1505 года.
Для торжественного въезда Папы Юлии II в Рим 28 марта 1507 года, кардинал да Кошта построил триумфальную арку в Кампо-Марцио. Он был покровителем искусств и одним из богатейших кардиналов своего времени и использовал свои ренты для благородных дел.
Скончался кардинал Жорже да Кошта 8 сентября 1508 года, в Риме, в возрасте 102 лет. Похоронен в капелла Святой Екатерины, которую он построил в 1489 году, в церкви Санта-Мария-дель-Пополо в Риме, и которую он украсил фресками Пинтуриккьо.